# Росточки
Росточки (укр. Розточки) — село в Витвицкой сельской общине Калушского района Ивано-Франковской области Украины.
Население по переписи 2001 года составляло 677 человек. Занимает площадь 16,53 км². Почтовый индекс — 77535. Телефонный код — 3477.